# Carbênium

Cátion metil.

Um íon carbênium é um íon positivo com a estruture RR′R″C+, que é uma espécie química com um carbono trivalente que possui uma carga elétrica +1. 
Na literatura mais antiga, o nome íon carbônium foi usado para esta classe, mas agora se refere exclusivamente a outra família de carbocátions, os íons carbônium, onde o carbono carregado é pentavalente. As definições atuais foram propostas pelo químico George Andrew Olah em 1972, e são agora amplamente aceitos.